# Can Tramuntana
Can Tramuntana és una masia de Folgueroles (Osona) inclosa a l'Inventari del Patrimoni Arquitectònic de Catalunya.

## Descripció
Es tracta d'una masia de planta quadrada coberta a dues vessants amb el carener perpendicular a la façana, la qual es troba orientada a ponent. Consta de planta baixa, primer pis i golfes. La façana presenta un portal d'arc deprimit o convex, amb un rellotge de sol, molt deteriorat, al mig de llinda. Al primer pis s'hi obre una finestra de pedra i dues de totxo. A la part de tramuntana s'hi adossa un cobert de construcció recent. Tant a llevant com a migdia hi ha poques obertures. És construïda amb maçoneria i alguns carreus ben treballats i presenten alguns afegitons de maó. La teulada és de teules i el voladís escàs. L'estat de conservació és mitjà.
Consta d'una cabana de planta rectangular coberta a dues vessants amb el carener perpendicular a la façana, la qual s'orienta cap a llevant. Junt amb altres dependències agrícoles tanca la lliça del mas. Es troba assentada sobre el desnivell del terreny en direcció N/S. La part de llevant està dividida verticalment en dos sectors, el de l'esquerre resta tapat per un mur i el de la dreta obert. A la part nord hi ha dues grans obertures, mentre que a ponent el mur és quasi cec i a migdia només hi ha mur a nivell de planta. És construïda amb maçoneria i amb alguns elements de totxo i coberta amb teules i uralita.

## Història
La masia que no es troba registrada en els fogatges del segle xvi ni hi ha cap notícia directa de la seva història, l'única que existeix és el fet que pertany al patrimoni del mas Albereda de Sant Julià de la Vilatorta, torbant-se documentada només els segles XII-XVIII, aquesta darrera centúria correspon amb una ampliació i s'hi construí, també, una capella dedicada a Sant Roc.